# Glipa hieroglyphica
Glipa hieroglyphica là một loài bọ cánh cứng trong họ Mordellidae. Loài này được Schwarz miêu tả khoa học năm 1878.